# Femme devant l'étoile filante III
Femme devant l'étoile filante III est un tableau réalisé par le peintre espagnol Joan Miró le 15 avril 1974. Cette toile exécutée à la peinture acrylique représente une femme sous une étoile verte. Elle est conservée à la fondation Joan-Miró, à Barcelone, aux côtés de Femme devant le soleil I et Femme devant la lune II, avec lesquelles elle forme un triptyque.

## Expositions
- Miró : La couleur de mes rêves, Grand Palais, Paris, 2018-2019 — n°143.